# Ковалевский, Александр Викентьевич
Алекса́ндр Вике́нтьевич Ковале́вский (30 августа [11] сентября 1828 — 6 [18] июня 1877) — русский офицер, участник Крымской, Кавказской и Русско-турецкой (1877—1878) войн. Погиб в бою у Инджа-су в 1877 году, при обложении турецкими войсками русского гарнизона в Баязете.

## Биография
Дворянского происхождения. Воспитанник Новгородского графа Аракчеева Кадетского Корпуса, а затем — Дворянского полка.
В офицерском чине с 13 июня 1848 года. С 8 июня 1850 по 17 марта 1853 года по решению суда находился под арестом за совместную с поручиком фон Мунком дерзость своему батальонному командиру в Севастополе. Принимая во внимание «отличную храбрость», император снял штраф. 26 ноября 1858 года вступил в должность — командира роты.
11 сентября 1861 года за отличие в боях против горцев Ковалевскому был присвоен чин штабс-капитана, 14 сентября 1868 года за отличие по службе — чин майора. Тогда Ковалевский был переведён в 74-й Ставропольский пехотный полк, а 23 марта 1869 года вступил в должность командира батальона. 19 октября 1870 года назначен помощником командира полка по хозяйственной части. С 1 ноября 1872 по 1 1873 года избран председателем полкового суда. В то же время с 1 февраля 1873 года являлся временным членом Военного суда в Екатеринодаре, а 30 апреля 1873 года принял командование 2-м батальоном 74-го Ставропольского полка. 20 октября 1874 года был окончательно утверждён в должности командира батальона. Высочайшим приказом от 14 декабря 1875 года за отличие по службе произведён в чин подполковника.
Во время Русско-турецкой войны (1877—1878) Ставропольский пехотный полк, в котором находился Ковалевский, входил в состав Отдельного Кавказского корпуса, действовавшего на азиатском театре войны. После занятия 18 апреля 1877 года Эриванским отрядом русской армии г. Баязета Ковалевский был назначен комендантом этого города и его округа с обязанностью заседать в Городском совете, составленном для внутреннего управления. 24 мая был сменён на своём посту подполковником Г. М. Пацевичем.

## Гибель
В ночь на 6 (18) июня 1877 года на офицерском собрании, проведённом по инициативе коменданта города подполковника Пацевича, было принято решение провести усиленную рекогносцировку в сторону Вана. В 5 часов утра русский отряд выступил в данном направлении и, пройдя 18 вёрст, столкнулся с многократно превосходящими силами турок. Русский отряд с большими потерями стал отступать к городу, и, при переправе через речку, Ковалевский получил тяжёлое ранение в живот. Вскоре, находясь на носилках, он получил второе пулевое ранение, которое оказалось смертельным. Нёсшим носилки пехотинцам казаки предложили свою помощь, однако ставропольцы, у которых Ковалевский пользовался огромным авторитетом и уважением, заявили, что «Пока мы живы, тело отца-командира туркам не отдадим». Несмотря на то, что под его носилками погибло 20 человек, тело Ковалевского было доставлено в баязетскую цитадель. Был похоронен в подвале одного из её строений.

## Семья
Жена — Александра Ефимовна Ковалевская, дочь ротмистра Ефима Кучевского. Участница Баязетского сидения.
Детей нет.

## Награды
- орден Святого Станислава 3-й ст. с мечами и бантом (19 февраля 1860) — за отличия в боях против горцев в Майкопском отряде.
- орден Святой Анны 3-й степени с мечами и бантом (26 ноября 1865)
- орден Св. Станислава 2-й ст. (03 сентября 1871)
- медаль «В память войны 1853—1856»
- медаль «За покорение Западного Кавказа»
- крест «За службу на Кавказе»

## Память
В историческом романе Валентина Пикуля «Баязет» и одноимённом телесериале Ковалевский выведен как Никита Семёнович Хвощинский (в последнем его роль играет актёр Виктор Соловьёв).